# Дом-музей Азима Азимзаде
Дом-музей  Азим Аслан оглы Азимзаде (азерб.  Əzim Əzimzadə ev-muzeyi) — мемориальный музей, посвящённый азербайджанскому художнику, графику и карикатуристу, народному художнику Азербайджанской ССР. Расположен в столице Азербайджана, городе Баку, по адресу улица Диляры Алиевой, 157. В музее выставлены личные вещи Азим Азимзаде, документы и фотографии, художественные произведения.

## История
Открытие музея состоялось в 1968 году. Дом-музей Азима Азимзаде был создан в небольшой квартире, где художник прожил большую часть своей жизни. C годами старинный дом пришел в полную непригодность. В связи с этим Министерство культуры Азербайджана распорядилось о строительстве нового помещения для музея, на том же самом месте.

## Экспозиция музея
В музее сохранены более 2000 экспонатов относящихся к творчеству художника. Экспозиция дома-музея А.Азимзаде состоит из 6 комнат, где продемонстрированы 4 вида произведений художника:
- Карикатуры
- Портреты
- Орнаменты
- Пейзажи